# Nasser Mansi
Nasser Mansy Dessouky Ahmed El Sayed, noto semplicemente come Nasser Mansi (in arabo ناصر منسي‎?; 16 novembre 1997), è un calciatore egiziano, attaccante dello Zamalek.

## Carriera

### Club
Ha giocato nella prima divisione egiziana.

### Nazionale
Dopo aver vinto la Coppa d'Africa Under-23 nel 2019, nel 2021 prende parte alle Olimpiadi di Tokyo con la selezione olimpica.

## Statistiche

### Presenze e reti nei club
Statistiche aggiornate al 20 dicembre 2023.
| Stagione                      | Squadra                       | Campionato                    | Campionato | Campionato | Coppe nazionali | Coppe nazionali | Coppe nazionali | Coppe continentali | Coppe continentali | Coppe continentali | Altre coppe | Altre coppe | Altre coppe | Totale | Totale | Totale |
| Stagione                      | Squadra                       | Comp                          | Pres       | Reti       | Comp            | Pres            | Reti            | Comp               | Pres               | Reti               | Comp        | Pres        | Reti        | Pres   | Reti   |        |
| ----------------------------- | ----------------------------- | ----------------------------- | ---------- | ---------- | --------------- | --------------- | --------------- | ------------------ | ------------------ | ------------------ | ----------- | ----------- | ----------- | ------ | ------ | ------ |
| 2017-2018                     | El Dakhleya                   | PL                            | 26         | 7          | CE              | 2               | 0               | -                  | -                  | -                  | -           | -           | -           | 28     | 7      |        |
| 2018-2019                     | Pyramids                      | PL                            | 21         | 1          | CE              | 1               | 0               | -                  | -                  | -                  | -           | -           | -           | 22     | 1      |        |
| 2019-2020                     | El Gaish                      | PL                            | 23         | 6          | CE              | 4               | 1               | -                  | -                  | -                  | -           | -           | -           | 27     | 7      |        |
| 2020-2021                     | El Gaish                      | PL                            | 31         | 9          | CE              | 0               | 0               | -                  | -                  | -                  | -           | -           | -           | 31     | 9      |        |
| Totale El Gaish               | Totale El Gaish               | Totale El Gaish               | 54         | 15         |                 | 4               | 1               |                    | -                  | -                  |             | -           | -           | 58     | 16     |        |
| 2021-gen. 2022                | Pyramids                      | PL                            | 2          | 0          | CE              | 0               | 0               | CC                 | 0                  | 0                  | -           | -           | -           | 2      | 0      |        |
| Totale Pyramids               | Totale Pyramids               | Totale Pyramids               | 23         | 1          |                 | 1               | 0               |                    | 0                  | 0                  |             | -           | -           | 24     | 1      |        |
| gen.-giu. 2022                | National Bank of Egypt        | PL                            | 24         | 9          | CE              | 3               | 4               | -                  | -                  | -                  | -           | -           | -           | 27     | 13     |        |
| 2022-gen. 2023                | National Bank of Egypt        | PL                            | 10         | 1          | CE              | 0               | 0               | -                  | -                  | -                  | -           | -           | -           | 10     | 1      |        |
| Totale National Bank of Egypt | Totale National Bank of Egypt | Totale National Bank of Egypt | 34         | 10         |                 | 3               | 4               |                    | -                  | -                  |             | -           | -           | 37     | 14     |        |
| gen.-giu. 2023                | Zamalek                       | PL                            | 9          | 3          | CE              | 2               | 1               | CCL                | 3                  | 3                  | -           | -           | -           | 14     | 7      |        |
| 2023-2024                     | Zamalek                       | PL                            | 3          | 0          | CE              | 0               | 0               | ACC+CC             | 1+5                | 0                  | -           | -           | -           | 9      | 0      |        |
| Totale Zamalek                | Totale Zamalek                | Totale Zamalek                | 12         | 3          |                 | 2               | 1               |                    | 9                  | 3                  |             | -           | -           | 23     | 7      |        |
| Totale carriera               | Totale carriera               | Totale carriera               | 149        | 36         |                 | 12              | 6               |                    | 9                  | 3                  |             | -           | -           | 170    | 45     |        |

## Palmarès

### Club

#### Competizioni internazionali
- Coppa della Confederazione CAF: 1

Zamalek: 2023-2024
- Supercoppa CAF: 1

Zamalek: 2024

### Nazionale
- Coppa d'Africa Under-23: 1

Egitto 2019